# 双旗镇刀客
《双旗镇刀客》是中国导演何平执导的一部电影，1990年上映。影片借鉴了美国西部片和日本剑侠片，将故事置于双重封闭的空间，造型颇有特色。该片获1991年中国电影金鸡奖最佳美术奖、1993年柏林电影节国际影评奖，并被《亚洲周刊》评为20世纪华语片百强之一。

## 情节
一个叫孩哥的少年来到双旗镇寻找自己从未谋面的妻子，途中遇见了游侠沙里飞，送了他干粮及银子，沙里飞告诉孩哥以后尽可找他帮忙。孩哥的父亲是有名的刀客，临死前告诉他岳父是个瘸子，妻子屁股上有颗痣。孩哥刚到双旗镇，遇到两人找戈壁滩一带最厉害的刀客一刀仙寻仇，反被一刀仙杀却。孩哥误打误撞碰到瘸腿岳父，原来此人原是孩哥爹爹的朋友，已退隐江湖，开客店讨生活。瘸子的女儿好妹一开始对孩哥并无好感，屡次要赶他走。孩哥在店里帮忙，笨手笨脚，瘸子不打算承认这门亲事。可是有一次屠宰牲口，瘸子拿斧头砍不开，孩哥却拿刀轻松解决，原来他竟然身负绝艺，好妹开始慢慢接受孩哥。一次孩哥偷看好妹洗澡，想看看她屁股上有无黑痣，却压塌门板，瘸子得知后将他痛打一顿。
一刀仙的二弟来瘸子店里吃酒，垂涎于好妹美色，向她施暴。孩哥看见后挺身而出，使刀杀了二爷。一刀仙要来寻仇，瘸子让孩哥与好妹拜了堂，准备第二天逃走。次日晨准备动身时，众乡亲拦住了一家人，苦劝说他们若逃走一刀仙会血洗全镇。孩哥想到要请沙里飞，可再次被拦住，瘸子与好妹作了担保后才得放行。沙里飞正在一家客店混吃混喝，孩哥给了他全部银两，沙里飞答应相助。镇里的人都骂孩哥，说他不会回来了，好妹则爬到土坡上守望。孩哥终于回镇，乡亲们喝酒庆祝。第三天，一刀仙来了，可沙里飞迟迟不到。孩哥坐在镇上的双旗之间，一刀仙一步步接近，瘸子和两个村民出来阻拦，均被一刀仙一刀结果。风沙中孩哥与一刀仙过了数招，终于杀死一刀仙。这时一直在暗处偷窥的沙里飞装作刚刚赶到，拿走了一刀仙的宝刀。了结此事后，孩哥与好妹二人纵马离开了双旗镇。

## 演员
| 演员   | 角色   | 备注                   |
| ------ | ------ | ---------------------- |
| 高一伟 | 孩哥   |                        |
| 赵玛娜 | 好妹   | 与孩哥有婚约的女孩     |
| 常江   | 瘸子   | 好妹之父               |
| 孙海英 | 一刀仙 | 戈壁滩一带最厉害的刀客 |
| 王刚   | 沙里飞 | 名不符实的游侠         |

## 戏仿
周星驰的电影国产凌凌漆最后金枪客和凌凌漆对决中，模仿一刀仙最后对决孩哥场面。

## 外部連結
- 互联网电影数据库（IMDb）上《雙旗鎮刀客》的资料（英文）